# Ronda de Doha
La Ronda de Doha, cuyo nombre oficial es Agenda de Doha para el Desarrollo. Empieza en la cuarta reunión ministerial celebrada en Doha capital de Catar en noviembre de 2001, sus objetivos particulares son la plena incorporación de los países en vías de desarrollo en los beneficios de la liberación del comercio mundial así como la ampliación de esta liberalización.
La Ronda de Doha, de la Organización Mundial del Comercio, es una gran negociación emprendida para liberalizar el comercio mundial. Su objetivo apunta a completar un tema que había quedado pendiente de un gran ciclo anterior (llamado Ronda de Uruguay): el comercio agrícola.
Fue celebrada en Doha, Catar en noviembre de 2001, estableciendo los mandatos para las negociaciones relativas a la agricultura, los servicios y la propiedad intelectual, que habían comenzado antes.
En esta etapa, los países en desarrollo tratan de obtener un acceso libre de obstáculos para sus producciones agrícolas en los mercados de los países centrales. Esto significa que los países desarrollados deberán eliminar o reducir, en forma significativa, la protección que dan a su agricultura por la vía de subsidios directos a los agricultores o de subsidios a las exportaciones.
En 2005 en Hong Kong se llegó a compromisos mínimos en materia de eliminación de apoyos a la exportación de productos agrícolas por parte de los países desarrollados. También ha habido avances en cuanto al tema del dumping del cual se ha logrado un documento base, aunque todavía existen ciertas diferencias significativas.
Las negociaciones de la ronda de Doha debían de concluir el 1 de enero de 2005, con excepción de las relativas al entendimiento sobre solución de diferencias, que debían de finalizar en mayo de 2003. Sin embargo, nunca se llegó a concluir las negociaciones hasta el día de hoy.
El Grupo de los 20 (G20) nació en 1999 en la reunión de ministros de finanzas del G7 en Berlín, con la necesidad, entre otros, de los países agrícolas de lograr la libertad comercial de bienes alimentarios. En Doha se estableció un tiempo límite para eliminar totalmente los subsidios a las exportaciones agrarias: esa fecha era el 2013.